# Casa do Estudante do Ceará
A Casa do Estudante do Ceará (CEC) é uma instituição, localizada em Fortaleza, foi inaugurada em 1º de março de 1933  e tem como objetivo abrigar estudantes carentes oriundos do interior do Ceará e de outros  estados. A instituição fornece gratuitamente moradia, biblioteca, sala de informática, quadra de esportes, sala de vídeo e, dependendo dos recursos do ano, café da manhã e almoço. A Casa do Estudante do Ceará tem por finalidades, além de abrigar estudantes não residentes ou domiciliados em Fortaleza ou Região Metropolitana, reconhecidamente carentes e sem recursos, realizar intercâmbio com entidades congêneres, facilitar e contribuir com o crescimento sócio-cultural dos residentes, bem como da sociedade em geral, oferecer assistência didática, política e humana no que tange à formação de um cidadão crítico e atuante, buscando fornecer suporte para o desenvolvimento pessoal e social dos residentes.

## História
Seu primeiro endereço foi na esquina das ruas Senador Pompeu e São Paulo, no centro de Fortaleza. Nos primeiros anos cobrava valores inferiores aos dos hotéis mais populares. A partir do dia 11 de agosto de 1941 passou a funcionar em seu endereço atual, na Rua Nogueira Acioly, no bairro Aldeota, sendo sua construção concluída no ano de 1952. Além disso passou por uma importante reforma em 1978, durante a gestão do Prefeito Aires de Moura que havia sido, quando estudante, diretor daquela moradia estudantil.

## Processo Seletivo
Anualmente ocorre o processo seletivo de novos moradores. O Processo divide-se em quatro fases:
1. Aplicação de prova de conhecimento gerais, português, matemática e redação;
2. Entrevista com psicólogo e membros da Comissão de Seleção
3. Análise da documentação referente a comprovação de renda
4. Período probatório de seis meses.

## Administração
A Casa do Estudante tem sua administração autônoma, ou seja, é organizada pelos próprios residentes. Sua receita advém da Lei Municipal 8.130/98 que destina 20% valor da confecção das carteiras estudantis de Fortaleza para manutenção de suas atividades.